# Nikolai Hopland
Nikolai Hopland (Ålesund, 24 juli 2004) is een Noors voetballer die doorgaans als verdediger speelt. Hij komt uit voor sc Heerenveen, dat hem tot de zomer van 2025 huurt van Aalesunds FK, maar hem daarna definitief overneemt.

## Carrière
Hopland doorliep de jeugdopleiding van Aalesunds FK. Hij debuteerde op 15 mei 2021 tegen Bryne FK, in de OBOS-ligaen, het tweede niveau van Noorwegen (2-1). Aan het einde van het seizoen 2021 promoveerde Aalesund naar de Eliteserien, waarop Hopland verhuurd werd aan Kristiansund BK. Hij speelde hier echter maar drie wedstrijden voor hij terugkeerde bij Aalesund. Hij speelde de rest van het seizoen weer daar, waar hij zich ontwikkelde tot basisspeler. Hij scoorde zijn eerste en enige doelpunt voor de Noorse club op 6 november 2022, tegen Lillestrøm SK (2-1). Na twee seizoenen op het hoogste niveau degradeerde Aalesund weer naar het tweede niveau. Hopland raakte geblesseerd, en na zijn blessure werd hij verhuurd aan sc Heerenveen met een optie tot koop.

### sc Heerenveen
In de zomer van 2024 huurde sc Heerenveen Hopland van Aalesund. Hij debuteerde op 17 september 2024 tegen FC Twente met een invalbeurt in de 62e minuut voor Paweł Bochniewicz (0-2). Vanaf dat moment startte hij elke wedstrijd in de basis onder Robin van Persie. Op 26 oktober maakte hij zijn eerste doelpunt voor de Friezen in een 2-0 gewonnen wedstrijd tegen Sparta Rotterdam. Hij schoot in de 4e minuut op aangeven van Mats Köhlert de 1-0 binnen; Jacob Trenskow maakte de andere treffer. Op 29 januari 2025 tekende Hopland definitief voor Heerenveen, tot de zomer van 2028.

## Interlandcarrière
Hopland speelde voor verschillende jeugdelftallen van Noorwegen. Hij speelde onder andere op het EK –19 van 2023.

## Statistieken
| Seizoen | Club              | Competitie  | Competitie | Competitie | Beker | Beker | Overig | Overig | Totaal | Totaal |
| Seizoen | Club              | Competitie  | Wed.       | Dlp.       | Wed.  | Dlp.  | Dlp.   | Dlp.   | Wed.   | Dlp.   |
| ------- | ----------------- | ----------- | ---------- | ---------- | ----- | ----- | ------ | ------ | ------ | ------ |
| 2021    | Aalesunds FK      | OBOS-ligaen | 14         | 0          | 3     | 0     | 0      | 0      | 17     | 0      |
| 2022    | Aalesunds FK      | Eliteserien | 17         | 1          | 2     | 0     | 0      | 0      | 19     | 1      |
| 2022    | → Kristiansund BK | Eliteserien | 2          | 0          | 1     | 0     | 0      | 0      | 3      | 0      |
| 2023    | Aalesunds FK      | Eliteserien | 24         | 0          | 1     | 0     | 0      | 0      | 25     | 0      |
| 2024    | Aalesunds FK      | OBOS-ligaen | 12         | 0          | 1     | 0     | 0      | 0      | 13     | 0      |
| 2024/25 | → sc Heerenveen   | Eredivisie  | 20         | 2          | 3     | 0     | 0      | 0      | 23     | 2      |
| 2025/26 | sc Heerenveen     | Eredivisie  | 0          | 0          | 0     | 0     | 0      | 0      | 0      | 0      |
| Totaal  | Totaal            | Totaal      | 89         | 3          | 11    | 0     | 0      | 0      | 100    | 3      |

Bijgewerkt op 5 maart 2025